# Bob Perina
Robert Ian Perina (Irvington, 16 gennaio 1921 – Madison, 2 agosto 1991) è stato un giocatore di football americano statunitense che ha giocato nel ruolo di quarterback nella National Football League. Al college giocò a football alla Princeton University.

## Carriera
Perina giocò nel football professionistico dal 1946 al 1950, cambiando squadra ogni stagione. Iniziò militando tra le file dei New York Yankees, dopo di che passò a Brooklyn Dodgers, Chicago Rockets, Chicago Bears e infine alla prima incarnazione dei Baltimore Colts.

## Statistiche
| Touchdown  | 5  |
| Intercetti | 18 |